# Menophra curta
Menophra curta là một loài bướm đêm trong họ Geometridae.